# Антанасієвич Ірина Миколаївна
Ірина Миколаївна Антанасієвич (серб. Ирина Антанасијевић; нар. 27 червня 1965, Сєвєродонецьк, Ворошиловградська область) — сербська та російська вчена, філолог, літературознавиця, перекладачка. Доктор філологічних наук (2002), професор (2004). Почесний доктор Тюменського державного університету.
Фахівчиня в галузі російської літератури, візуальної культури, поетики коміксу, фольклору.

## Біографія
Ірина Антанасієвич народилася в місті Сєвєродонецьк Ворошиловградської області Української РСР (нині — Луганської області України) 27 червня 1965 року. Жила з сім'єю в місті Спліт (СФРЮ). Під час югославської війни як біженка опинилася в Приштині (Автономний край Косово і Метохія). Працювала спочатку лекторкою, а згодом викладачкою російської літератури на філологічному факультеті Приштинського університету. Кандидатську дисертацію «Пейзаж у російській та сербській епіці» захистила під час бомбардування Югославії силами НАТО 1999 року.
Вимушено покинула Приштину після підписання Куманівського договору (червень 1999) і переїхала в місто Ниш. Працювала викладачкою російської літератури на філософському факультеті в місті Ніш і продовжувала працювати на філософському факультеті Приштинського університету, тимчасово розташованого у місті Косовська Митровиця. 2002 року захистила докторську дисертацію «Поетика обрядових голосінь». Є ініціаторкою відкриття кафедри славістики з балканістикою на філологічному факультеті в місті Ниш (2002 року кафедра була перейменована на Департамент російської мови та літератури).
Викладачка російської літератури на філологічному факультеті Бєлградського університету. Член редколегії журналу «Славістика» та Організаційного Комітету Товариства Славістів Сербії.

## Наукова діяльність
Присвятила ряд досліджень творчості та долям російських художників-емігрантів, що стояли біля витоків югославської школи коміксу (Юрій Лобачов, Костянтин Кузнєцов, Микола Навоєв, Іван Шеншин, Олексій Ранхнер, Сергій Соловйов, Володимир Жедринський та інші).
Написала кілька досліджень з історії та поетики російського коміксу та дві монографії.

## Нагороди
Медаль Пушкіна (24 листопада 2021) — за великий внесок у просування російської мови та російської культури в Сербії.

## Публікації

### Монографія
1. Пејзаж у руској и српској народној епици. , Ниш : Просвета, 2005.
2. Поетика руских тужбалица. Ниш : Просвета, 2003.
3. Фольклор и авангард: символы и явления. Ниш ; Градац: Despot Book, 2011.
4. Русская классика в картинках. Белград, 2015.
5. Русский комикс королевства Югославия. Нови-Сад: Комико, 2014.

### Лексикон
1. Лексикон општих речи и израза. Будва : Кућа књиге, 2007.
2. Речник руско-српски српско-руски. Будва : Кућа књиге, 2007.
3. Разговорник руско-српски српско-руски. Будва : Кућа књиге, 2007.

### Статті
- Архаичная символика русских культовых причитаний // Славистика. Књига V (2001), с. 197—210.
- Об одном мотиве в русской литературе XX века или обезьяньи гримасы интертекстуального анализа // Славистика. Књига VII (2003), с. 225—239.
- Современная городская легенда в системе постфольклора // Вопросы философии. 2005, № 7, с. 57—64.
- Мужское/женское тело в творчестве Хармса // Russian Literature. 2006. Volume 60, issues 3-4, pp. 241–252.
- Имя Тито в сербских считалках, Многоязычие в образовательном пространстве (=Multilingualism in Educational Space): Сборник статей к 60-летию профессора Т. И. Зелениной: в 2 ч., ч. 2, с. 56-59, М., Наука, 2009, ISBN 978-5-9765-0878-1.
- Тенденции в развитии современного графического романа, Сборник Визуализация литературы, Белград, 2012, ISBN 978-86-6153-112-5, с. 255—280.
- Русский дом на страницах белградского эмигрантского сатирического журнала «Бух», Русское зарубежье и славянский мир, Белград, 2012 ISBN 978-86-7391-026-0, с. 247—255.
- Русская эмиграция в Косово и Метохии, Сб. докладов, IV Культуролог. Чтения «Русская эмиграция XX века»: Сб. докл. / Сост. И. Ю. Белякова. М.: Дом-музей Марины Цветаевой, 2013, ISBN 978-5-93015-141-1 М31.
- Сказка: восприятие культурного кода, Меѓународен дијалог: исток-запад, зборник на трудови / Втора меѓународна научна конференција: Меѓународен славјански институт «Г. Р. Державин», 2011, ISBN 978-608-4559-04-7, с.118-123 (прештампано у Сказка: восприятие культурного кода, Вестник Тюменского университета, 1, 2012, ISSN 1562—2983).
- Зооморфные символы в военных реалиях югославских войн, Временник Зубовского института. Вып. 6: Грозное время. Война в зеркале человеческого восприятия, СПб.: Российский институт истории искусств, 2011. с. 33-44, ISSN 2221-8130.
- . Структура пејзажа у књижевном делу, Зборник радова Филозофског факултета (књ. XLII (1); стр. 287—301), Косовска Митровица, Филозофски факултет. 2012, ISSN 0354-3293.
- Графический роман в Югославии: русские мотивы, Универсалии русской литературы. 4 / Научн. ред. А. А. Фаустов. — Воронеж, Научная книга, 2012. с. 197—208. ISBN 978-5-905654-29-9, -с. 197—208.
- Трехлистный мир Александра Введенского, Зборник Научные концепции XX века и русское авангардное искусство, 2011, Белград, с.201-219, ISBN 978-86-6153-003-6.
- Еда в СФРЮ, Коды повседневности в славянской культуре: Еда и одежда. СПб.: Алетейя, 2011, с.321-335, ISBN 978-5-91419-405-2.
- Югославские рисованные истории, Информационный вестник Форума русистов Украины. Выпуск 16, Симферополь, -с.78-85, 2013 ISBN 5-7789-0657-8 Помилка параметра в {{ISBN}}: контрольна сума.
- «Ревизор» Алексея Ранхнера, Русское зарубежье и славянский мир, Славистическое общество Сербии, Белград, 2013, с. 464—475 ISBN 978-86-73-031-4 Помилка параметра в {{ISBN}}: довжина.
- Антропология литературы: методологические аспекты, Сб, научных статей в 3 частях, ГрГУ им. Я. Купалы, часть.3, Гродно, 2013, ISBN 987-985-515-652-0 Помилка параметра в {{ISBN}}: недійсний префікс, -с.242-252.
- Русская модель европейского графического роман, Литературоведческий журнал, Издательство: Институт научной информации по общественным наукам РАН (Москва), РАН № 34, РАН. ИНИОН. — М., 2013, ISSN 2073-5561.
- Пеjзажне функциjе као део анализе уметничког пеjзажа, Актуальные проблемы лингвистики. Вып. 6. изд-во Сургутского государственного педагогического университетата, Сургут, 2013, ISBN 978-5-89545-371-1, с. 6-13.
- Лобачев, Кузнецов и другие: русская модель югославского графического романа, Сербские научные исследования 2012. Сборник научных статей. — М.: Экон-информ, — с. 295—308, ISBN 978-5-9506-1113-1 М23.
- Визуальные адаптации «Пиковой дамы» в графическом романе К. Кузнецова, Вестник Тюменского университета, Тюмень, 2013, ISSN 1562—2983, -с. 18-25 М24.
- Бестиарный сборник. Зверье югославских войн: о символике, Риторика бестиарности: Сб. статей. — М.:Intrada, 2014, ISBN 978-5-8125-2006-9.
- Мортальный код в реалиях югославских войн, Мортальность в литературе и культуре, Новое литературное обозрение, Серия: Научная библиотека, Москва, 2015, ISBN 978-5-4448-0260-1.
- К вопросу о «праздничной литературе» Славистика XVII, Београд, 2013, ISSN 1450-5061, с. 194—206.
- Сказка «Конек-Горбунок» в переводе Павла Полякова, Славистика XIX (2015), ISSN 1450-5061, с. 444—456.
- Русская эмиграция на Балканах: проблема понимания и взаимопроникновения культур, Зборник радова Филозофског факултета у Приштини, ISSN 2217-8082, с. 391—407.
- «Царь Максимилиан» Ремизова: воин и рыцарь и варианты образов, Русский авангард и война, с. 132—148, Белград, 2014, ISBN 978-86-6153-013-5 M14.
- О комиксах по мотивам произведений Л. Н. Толстого в Королевстве Югославия, Наследие Толстого в гуманитарных парадигмах науки, Тула, с.52-64, 2014, ISBN 978-5-87954-880-8.
- Русская эмиграция на Балканах (на страницах белградского юмористического журнала «Бухъ!»), Вспомогательные исторические дисциплины и источниковедение: современные исследования и перспективы развития: Материалы XXVII Международной научной конференции Москва, 2015, ISBN 978-5-7281-1741-4.
- «Роза с Кавказа» — югославский комикс по мотивам повести Лермонтова «Герой нашего времени», Творчество Лермонтова: мотивы, темы, переводы, Mednarodna zalozba Oddelka za slovanske jezike in knjizevnosti, Filozofska fakulteta, Maribor, 2015, ISBN 978-961-6930-27-7.
- Адаптации русской классики в комиксах королевской Югославии, Научный результат. Серия «Социальные и гуманитарные исследования». Тематический выпуск «Сербская индивидуальность», Белгород, 2015, ISSN 2408—932.
- Сказка Петра Ершова в югославском комиксе 30-х годов, Материалы XXXVIII Международной конференции, посвященной празднованию 200-летию П. П. Ершова, Тюмень-Тобольск, 2015, ISSN 1562—2983.
- Русские художники — иллюстраторы серии «Золотая книга», Часопис Руски архив (1928—1937) и култура руске емиграције у Краљевини СХС/Југославији, Серија: Историја српске књижевне периодике, књ. 27, Институт за књижевност и уметност, Београд, 2015,с.577-605. ISBN 978-86-70-95-225-6.
- «Анна Каренина: Трагедия одной матери» — югославский комикс 1940 года , Духовное наследие Л. Н. Толстого в современных культурных дискурсах: Материалы XXXV Международных Толстовских чтений / Отв. ред. Д. А. Романов, Н. А. Красовская. — Тула: Изд-во Тул. гос. пед. ун-та им. Л. Н. Толстого, 2016, с. 320—330, ISBN 978-5-87954-989-8.